# Ханимейське сільське поселення
Ханиме́йське сільське поселення (рос. Ханымейское сельское поселение) — сільське поселення у складі Пурівського району Ямало-Ненецького автономного округу Тюменської області Росії.
Адміністративний центр та єдиний населений пункт — селище Ханимей.
Населення сільського поселення становить 4372 особи (2017; 4707 у 2010, 4621 у 2002).